# 福山城 (備中国)
福山城（ふくやまじょう）は、岡山県総社市清音三因（きよねみより）にあった日本の城。国の史跡。

## 概要
福山城は総社市南部の福山（標高302メートル）山上に存在した山城である。南北朝時代に『太平記』に記された福山合戦の舞台となった。
奈良時代より平安時代にかけて山岳寺院「福山寺」が存在していた。建武2年（1335年）に荘兼祐がこの山岳寺院を改造し城郭とした。築城主は真壁是久とも言われる。城は一の段、二の段、三の段が連なって配されていた。現在の遺構として一、二の段の間に城門跡の石垣が確認できる。また空堀、石列、井戸跡などがある。1936年（昭和11年）12月16日、国の史跡に指定された。

## 福山合戦
建武3年（延元元年、1336年）2月、九州に敗走していた足利尊氏が30万人とも言われる軍勢を擁し東上を開始した。備後国鞆の浦で軍は海上を行く尊氏軍7,500隻と、陸上を行く足利直義軍20万人の二手に分かれた。
4月3日、後醍醐天皇方の新田義貞軍の先鋒隊大井田氏経は足利方に加担していた城主の荘兼祐を追い、足利軍の東上を阻止すべく籠城した。足利軍は5月上旬に備中国に達し、5月14日にはこの地に到着し城を包囲した。直義の率いる足利軍20万人に対し、大井田軍は僅か1,500人であったとされる。5月15日夕刻より攻城戦が始まった。籠城軍はよく奮戦し、足利軍は2万の死傷者を出した。
しかし、大軍を前には抗しきれず17日には火をかけられ落城した。氏経は僅かに400人ばかりとなった将兵と共に足利軍の布陣を突破した。20回以上の戦闘を繰り返しながら本陣のある播磨国との国境にほど近い備前国三石城に逃れた。
この戦いの7日後には楠木正成が戦死した湊川の戦いが行われた。

## アクセス
JR伯備線清音駅よりタクシー